# 버켄스탁
버켄스탁(Birkenstock) 또는 버켄스탁 홀딩(Birkenstock Holding plc)은 샌들과 기타 신발로 유명한 독일의 신발 제조업체로, 스웨이드와 황마를 여러 겹 겹쳐 만든 곡선형 코르크 풋베드(밑창)가 발 모양에 맞춰 변형되는 것으로 유명하다. 1774년 요한 아담 버켄스탁(Johann Adam Birkenstock)이 설립하여 독일 라인란트팔츠주 노이슈타트(Wied)에 본사를 둔 이 회사의 초기 목표는 당시 많은 신발이 평평한 밑창을 사용했던 것과 달리 발을 지지하고 윤곽을 잡아주는 신발을 만드는 것이었다. 1896년에는 퍼스베트(Fussbett, 밑창)가 디자인되었고, 1925년에는 유럽 전역에서 버켄스탁이 판매되었다.
1966년, 마고 프레이저(Margot Fraser)가 버켄스탁을 미국에 처음 선보였다. 미국에서는 건강식품점에서 판매되면서 1970년대 히피족과 연관 지어지게 되었다.